# Brzi i žestoki 5
Brzi i žestoki 5 (eng. Fast Five) je američki akcijski film redatelja Justina Lina iz 2011. godine i ujedno peti dio filmskog serijala Brzi i žestoki. Glavne uloge u filmu tumače protagonisti originala iz 2001. godine Vin Diesel, Paul Walker i Jordana Brewster, uz Dwaynea Johnsona.
Film je poznat i pod alternativnim naslovima Fast & Furious 5 i Fast & Furious: Rio Heist, a premijerno je prikazan 20. travnja u Australiji te 29. travnja u SAD-u. Peti dio serijala pokazao se jako uspješnim te je u prvom tjednu prikazivanja ostvario zaradu od 86.198.765 USD, nadmašivši otvaranje svoga prethodnika Brzi i žestoki: Povratak iz 2009. godine.

## Radnja
Kriminalac Dominic Torreto (Vin Diesel) i bivši policajac Brian O'Conner (Paul Walker) udružuju se kako bi izveli još jedan posao koji bi im omogućio siguran i miran život daleko od domašaja zakona. Zajedno s Domovom sestrom Miom (Jordana Brewster) nalaze se u bijegu u Rio de Janeiru gdje okupljaju tim kako bi narko-bossu opljačkali 100 milijuna USD. U međuvremenu, na tragu im je tvrdokorni agent FBI-ja Luke Hobbs (Dwayne Johnson) koji namjerava učiniti sve da ih privede pravdi.

## Glavne uloge
- Vin Diesel
- Paul Walker
- Jordana Brewster
- Dwayne Johnson
- Tyrese Gibson
- Ludacris

## Vanjske poveznice
- Brzi i žestoki 5 na Internet Movie Databaseu (engl.)